# Alma (Nebraska)
Alma es una ciudad ubicada en el condado de Harlan en el estado estadounidense de Nebraska. En el Censo de 2010 tenía una población de 1133 habitantes y una densidad poblacional de 517,08 personas por km².

## Geografía
Alma se encuentra ubicada en las coordenadas 40°6′4″N 99°21′57″O / 40.10111, -99.36583. Según la Oficina del Censo de los Estados Unidos, Alma tiene una superficie total de 2.19 km², de la cual 2.19 km² corresponden a tierra firme y (0%) 0 km² es agua.

## Demografía
Según el censo de 2010, había 1133 personas residiendo en Alma. La densidad de población era de 517,08 hab./km². De los 1133 habitantes, Alma estaba compuesto por el 99.12% blancos, el 0% eran afroamericanos, el 0.09% eran amerindios, el 0% eran asiáticos, el 0% eran isleños del Pacífico, el 0.35% eran de otras razas y el 0.44% pertenecían a dos o más razas. Del total de la población el 0.62% eran hispanos o latinos de cualquier raza.